# Нордін Мусампа
Нордін Мусампа (нід. Nordin Musampa, нар. 13 жовтня 2001, Алмере, Нідерланди) — нідерландський футболіст, захисник клубу «Гронінген».

## Ігрова кар'єра

### Клубна
Нордін Мусампа народився у місті Алмере і свою футбольну кар'єру починав у молодіжній команді місцевого клубу «Алмере Сіті». Згодом він перебрався до Амстердаму, де приєднася до молодіжної команди «Аяксу». З 2019 року Мусампа виступав за дубль «Йонг Аякс» у Ерстедивізі. При цьому в основі захисник так і не зіграв жодного матчу.
18 квітня 2022 року Нордін Мусампа підписав трирічний контракт з клубом Ередивізі «Гронінген». Першу гру у складі «Гронінгена» футболіст провів 1 жовтня у матчі чемпіонату країни проти АЗ.

### Збірна
У 2018 році у складі юнацької збірної Нідерландів (U-17) Нордін Мусампа став переможцем юнацької першості Європи, що проходив на полях Англії. На турнірі футболіст зіграв одну гру.

## Титули
Нідерланди (U-17)
 Чемпіон Європи (U-17): 2018

## Особисте життя
Нордін Мусампа є племінником Кікі Мусампа, колишнього нідерландського футболіста, відомого своїми виступами за клуби «Атлетіко» (Мадрид) та «Манчестер Сіті».